# Europejski Certyfikat Norm Elektrycznych
Europejski Certyfikat Norm Elektrycznych – jeden z europejskich znaków jakości wydany przez komisję standaryzacji elektrotechnicznej; stwierdza, że urządzenie na którym występuje to oznaczenie spełnia wszystkie wymagania europejskich instytutów kontroli.